# Arlette Laguiller
Arlette Yvonne Laguiller, född 18 mars 1940 i Paris, är en fransk trotskistisk politiker. Hon har ett flertal gånger ställt upp i franska presidentvalet som representant för partiet Lutte ouvrière.